# Falschmünzer (Film)
Falschmünzer ist ein deutscher Kriminalfilm aus dem Jahr 1940 unter der Regie von Hermann Pfeiffer. 
Es handelt sich heute um einen Vorbehaltsfilm der Friedrich-Wilhelm-Murnau-Stiftung. Er gehört damit zum Bestand der Stiftung, ist nicht für den Vertrieb freigegeben, und darf nur mit Zustimmung und unter Bedingungen der Stiftung gezeigt werden.

## Handlung
In Deutschland tauchen falsche Geldscheine auf. Durch den Vergleich mit Blüten, die aus Italien stammen, erkennt die Kriminalpolizei rasch, dass es sich um ein und denselben Hersteller handelt. Das Falschgeld wurde von einer Ausländerin namens Juliette Balouet unter das Volk gebracht; sie handelte im Auftrag ihres Landsmanns Gaston de Frossard, dem Boss einer internationalen Geldfälscherbande. Das neueste Kunststück der Ganoven ist die Fabrikation eines 1000-Franken-Scheins. Doch dem Geldfälscher Nico, zuletzt ein wenig übernervös und fahrig in seiner Arbeit, ist ein kleiner Fehler unterlaufen, den man jedoch als Laie mit bloßem Auge kaum erkennen kann.
Juliette bekommt nun den Auftrag, diesen ersten Franken-Schein abzusetzen, währenddessen Frossard beschließt, Nico durch einen anderen Grafikkünstler zu ersetzen. Frossards Kumpel Gernreich kennt für den Job genau den richtigen Mann. Die Sache hat nur einen Haken: der Betroffene, der Deutsche Herbert Engelke, ist durch und durch gesetzestreu. Da entsinnt sich Gernreich einer Begebenheit, die Engelke längst vergessen hat: Als Grafikschüler hatte er damals nur aus Jux eine Banknote gefälscht, die später von Gernreich unters Volk gebracht wurde. Herbert Engelke ist hin- und hergerissen, als er erkennen muss, wie viel Unheil Falschgeld anrichten kann: Ein Toilettenmann, der sich jeden Pfennig vom Munde abspart, um seine Kinder durchzubringen, hat sich erhängt, weil er unwissentlich einen falschen Hunderter angenommen hat.
Engelke geht daraufhin zur Polizei und berichtet, welches Angebot ihm von der Geldfälscherbande unterbreitet wurde. In der Zwischenzeit hat Juliette ihren italienischen Liebhaber, Professor Bassi, der nichts von den krummen Geschäften seiner Freundin ahnt, in Zürich getroffen und ihm den falschen 1000-Franken-Schein untergejubelt, um ihn auf diese Weise zu „waschen“ und den Gegenwert in italienischen Lire entgegenzunehmen. Mittlerweile sind auch ihr wegen ihres Tuns Skrupel gekommen, und sie würde sich gern von Frossards Bande loslösen. Der 1000-Franken-Schein wird rasch als Fälschung entlarvt, und die Polizei verhört Bassi, der einen wertvollen Hinweis in Richtung Juliette geben kann. Wenig später schlägt die Kripo zu: die Fälscherbande wird verhaftet, Juliette bringt sich um. Herbert Engelke hingegen bleibt verschont, er hat sich untadelig verhalten.

## Kritik
Nach dem Ende des Zweiten Weltkrieges wurden alle Kopien des Films vom Oberkommando der alliierten Siegermächte beschlagnahmt und die Aufführung unter Verbot gestellt. Heute beansprucht die Friedrich-Wilhelm-Murnau-Stiftung die Auswertungsrechte. Der Film wird wegen seines dem Gedanken der Völkerverständigung widersprechenden Inhalts als Vorbehaltsfilm eingestuft. Seine öffentliche Aufführung ist seitdem nur eingeschränkt möglich.